# Areosa
Areosa és una freguesia portuguesa del municipi de Viana do Castelo, amb 11,22 km² d'àrea i 4.853 habitants (2011). La densitat de població n'és de 432,5 hab/km². Fa frontera amb la freguesia de Carreço al nord; amb les de Perre, Santa Maria Maior i Meadela a l'est; amb l'oceà Atlàntic a ponent; i al sud amb Monserrate.
El nom Areosa prové de la unió de dos mots (aire i osa). Aire significa l'aire en general, i osa significa 'vent'.
És una freguesia del litoral, relativament extensa, que s'insereix en la ciutat de l'estuari del Limia. Des de la fundació de la vila de Viana per Alfons III, el 1258, la freguesia forma part del terme del municipi.

## Població
| Població d'Areosa | Població d'Areosa | Població d'Areosa | Població d'Areosa | Població d'Areosa | Població d'Areosa | Població d'Areosa | Població d'Areosa | Població d'Areosa | Població d'Areosa | Població d'Areosa | Població d'Areosa | Població d'Areosa | Població d'Areosa | Població d'Areosa |
| ----------------- | ----------------- | ----------------- | ----------------- | ----------------- | ----------------- | ----------------- | ----------------- | ----------------- | ----------------- | ----------------- | ----------------- | ----------------- | ----------------- | ----------------- |
| 1864              | 1878              | 1890              | 1900              | 1911              | 1920              | 1930              | 1940              | 1950              | 1960              | 1970              | 1981              | 1991              | 2001              | 2011              |
| 1 599             | 1 644             | 1 821             | 1 814             | 1 966             | 1 877             | 1 830             | 2 208             | 2 778             | 3 695             | 3 457             | 3 968             | 4 065             | 4 485             | 4 853             |

## Història
El poblament de l'àrea ara compresa per la freguesia d'Areosa és molt anterior al domini romà. Ho testimonien els castres de Pego i de Santa Luzia (ciutat vella), que es troben al seu territori. El parroquial sueu realitzat per Teodomir, mort el 570, i elaborat entre 572 i 582, esmenta entre les 17 parròquies de Tui la d'Ovínea, el territori de la qual comprendria una àrea limitada pels rius Limia, Miño i la part inferior del Coura.
La població d'aquest territori d'Ovínea era pagana o professava l'arianisme, quan st. Martinho de Dume, una vegada establerta la diòcesi de Tui, inspiraria la creació de l'església de Santa Maria d'Ovínea, en l'actual freguesia d'Areosa, que és cap d'aquesta extensa parròquia d'Ovínea, molts segles després transformada en arxidiòcesi de Terra de Vinha.
El 915, Ordoni II de Lleó donà la Seu de Lugo perquè, encara al segle X, passàs a la Seu de Tui per donació d'Alfons IV de Lleó. Més tard el bisbe de Tui la va donar a Nuno Soares, important en la història de Viana en l'estuari del Limia. El 1137, Alfons I va adscriure la “vila” de la Vinha a la Seu de Tui. El 1258, quan Alfons III va fundar la vila de Viana, acordà amb el bisbe de Tui a canvi del couto de Vinha (Areosa), per a cedir als “pobladors” de Viana, per la part que tenien en les “viles” d'Afife i Baltasares, entre altres béns (1262). Més tard Areosa fou incorporada a l'arquebisbat de Braga (1514), al qual pertanyia fins a la creació de la diòcesi de Viana do Castelo. La parròquia quedà reduïda a l'actual freguesia d'Areosa, i conservà la mateixa patrona amb què fou creada en el segle VI, santa Maria de Vinha.
Aquesta freguesia pertanyia al terme de Viana (municipi), però tenia i té una àrea pròpia constant durant segles i limitada ara: pel nord amb la freguesia de Carreço comença enmig de la mar, a Camboa do Seiro o de Pesqueira, i segueix per l'est fins a la font de Maganhão. Al nord limita amb Veiga de la Silvosa en Carreço, amb la Veiga do Maganhão a Areosa.
L'anàlisi demogràfica de la freguesia revela un cert creixement poblacional. Segons les dades de l'INE referents a l'any de 1991, la població d'Areosa era de 4.065 habitants. La taxa d'activitat d'Areosa, el 1991, era del 42,5%. A l'àrea forestal del vessant de Santa Luzia, Areosa conté els principals recursos hídrics que des de fa segles abasteixen Viana. Moltes de les mines són particulars. Quant a serveis, Areosa està dotada d'una biblioteca pública, d'una sala d'espectacles polivalent, d'un saló de festes, una escola de música; una antiga associació d'Areosa és la Societat d'Instrucció i Lleure d'Areosa (SIRA), la qual va ser fundada fa 75 anys.
Des del Paleolític hi ha vestigis d'ocupació humana a l'indret. Abel Viana, només del període Asturiense, va recollir i identificar gran quantitat d'indústria lítica que forma part de l'elenc d'alguns museus. Al llogaret de Pia dos Eidos, es trobaren més vestigis d'ocupació humana, així com una sepultura rupestre prop del llogaret del Senhor do Socorro. D'altra banda, predominantment de l'edat del ferro, hi ha alguns castres com la Citania de Santa Luzia –coneguda per Cidade Velha– on es va trobar en el segle VI el cap del “Pagus d'Ovínea”, creat pel rei sueu Teodomir. La Citânia, de dimensions considerables, es troba, en gran part, en raonable estat de preservació. Una altra part, més acostada al riu Lima i a la mar, fou ocupada per la fonda de Santa Luzia. A més podem apuntar, com a patrimoni d'Areosa, les “cases de quinta” i respectives capelles, com la de Boa Viagem i de Pedreira, a més de l'església Parroquial amb bells estucs, obra dels famosos “mestres estucadors” d'Areosa, responsables de l'increment cultural de la freguesia en el segle xix, i les capelles de S. Sebastião i S. Mamede i la creu granític del Senhor dos Esquecidos ('Oblidats'), obra, probablement, del segle xvii.
Cal destacar-ne també els molins d'aigua i de vent, que aprofiten els cursos d'aigua que travessen la freguesia i dels vents que en certes èpoques de l'any són d'alguna intensitat.
En l'Inventari Col·lectiu dels Arxius Parroquials vol. II Nord Arxius Nacionals/Torre do Tombo, es pot llegir textualment:
«El 1258, en la llista d'esglésies situades al territori d'Entre Limia i Miño, elaborada per ocasió de les Inquirições d'Alfons III, figura com una de les esglésies del bisbat de Tui. Era llavors denominada "Vinea".
Segon Pinho Leal, la vila i couto d'Areosa havia estat donada per Alfons I a la Seu de Tui i al seu bisbat, el 1137.
El 1262, regnant Alfons III, la va rebre novament, donant-ne en bescanvi la Seu de Tui la meitat de la d'Afife i la freguesia de Sá a Pont de Lima.
El 1320, en el catàleg de les mateixes esglésies manat elaborar pel rei Dionís, per al pagament de taxa, fou taxada en 300 lliures.
El rendiment d'aquesta església es dividí en tres parts, una per a la Colegiata de Valença, una altra per a la de Viana i la resta per al prelat.
El 1546, en el registre de l'avaluació dels beneficis de la comarca eclesiàstica de Valença do Minho, redactat pel vicari Rui Fagundes, la vicaria perpètua de l'església de Santa Maria da Vinha, en la situació d'annexa a l'església de Viana, tenia de rendiment 2.000 reis i el peu d'altar, 6.000 reis.
En la còpia de 1580, del Censal de Frei Baltasar Limpo, Santa Maria da Vinha figura com a annexa "in perpetuum"' a la cambra arquebisbal de Santa Maria de Viana.
Américo Costa la descriu com a vicaria de la presentació de l'arquebisbe de Braga i cap del arxiprestat de Viana, i passa més tard a priorat.

## Política

### Eleccions autàrquiques

#### Junta de Freguesia
| Partit       | %    | M    | %    | M    | %    | M    | %    | M    | %    | M    | %    | M    | %    | M    | %    | M    | %    | M    | %    | M    | %    | M    |
| Partit       | 1976 | 1976 | 1979 | 1979 | 1982 | 1982 | 1985 | 1985 | 1989 | 1989 | 1993 | 1993 | 1997 | 1997 | 2001 | 2001 | 2005 | 2005 | 2009 | 2009 | 2013 | 2013 |
| ------------ | ---- | ---- | ---- | ---- | ---- | ---- | ---- | ---- | ---- | ---- | ---- | ---- | ---- | ---- | ---- | ---- | ---- | ---- | ---- | ---- | ---- | ---- |
| FEPU/APU/CDU | 31,9 | 3    | 38,7 | 5    | 26,8 | 3    | 26,8 | 2    | 16,2 | 1    | 13,7 | 1    | 23,4 | 2    | 16,7 | 1    | 5,9  |      | 11,2 | 1    | 16,0 | 1    |
| PS           | 26,9 | 3    | 18,8 | 2    | 14,7 | 2    |      |      |      |      | 30,6 | 3    | 39,7 | 4    | 35,6 | 4    | 23,6 | 2    | 33,9 | 3    | 44,0 | 5    |
| PPD/PSD      | 20,3 | 2    |      |      |      |      | 66,4 | 7    | 43,9 | 5    | 31,5 | 3    | 25,0 | 3    |      |      | 62,2 | 7    |      |      | 30,8 | 3    |
| CDs-PP       | 15,6 | 1    |      |      |      |      |      |      |      |      | 19,6 | 2    | 6,0  |      |      |      |      |      |      |      |      |      |
| AD           |      |      | 39,5 | 6    | 54,7 | 8    |      |      |      |      |      |      |      |      |      |      |      |      |      |      |      |      |
| IND          |      |      |      |      |      |      |      |      | 31,9 | 3    |      |      |      |      |      |      |      |      |      |      |      |      |
| PSD-CDs      |      |      |      |      |      |      |      |      |      |      |      |      |      |      | 41,9 | 4    |      |      | 45,4 | 5    |      |      |

(2)

## Patrimoni
- Fort d'Areosa
- Citania de Santa Luzia o Ruïnes de la Ciutat Vella de Santa Luzia
- Creu d'Areosa o del Senyor dels Oblidats
- Casa i capella de la Quinta Boa Viagem (Albereda d'Olivera i Creu)
- Església Parroquial
- Capella de Sâo Mamede
- Llogaret de Sâo Mamede
- Poço Negro